# Caucagua
Caucagua ist eine venezolanische Stadt im Bundesstaat Miranda, Verwaltungssitz des Bezirks Acevedo. Der Name stammt aus der Cumanagoto-Sprache und soll 'wildes Wasser' bedeuten.
Das Dorf wurde lange Zeit Valle de Araguata genannt. Im Jahr 1752 wurde es in Caucagua umbenannt. Der Bischof Mariano Martí nannte es im Jahr 1784 Nuestra Señora del Valle de la Santa Cruz de Caucagua. Die Bevölkerung belief sich 1783 auf 2422 Einwohner. Im Jahr 2001 hatte die Stadt etwa 35.000 Einwohner.
Die Bedeutung des Dorfes wuchs, da es auf dem Weg zwischen Caracas und dem Osten war. Es war ein Mittelpunkt für Kakaohaciendas, die den Wirtschaftsmotor der Region bildeten. Viele der Einwohner sind zum großen Teil Nachfahren der schwarzen Sklaven, die in der Kolonialzeit im Kakaoanbau eingesetzt wurden.